# バスク・ペロタ
バスク・ペロタ (バスク語: pilota, フランス語: pelote basque, 英語: Basque pelota)は、選手自身の手（素手）、グローブ、ラケット、バットなどを用い、壁に向かってボールを打つコート・スポーツの総称である。ペロータ・バスカ(スペイン語: pelota vasca)や単にペロータとも。

## 名称
ペロタという単語は俗ラテン語のpilotta（ボールゲーム）という単語に由来している。小さなpilottaを表すpilaという単語は、pilus（毛皮や毛髪）を詰めた硬質の亜麻布または革製のボール、または「耕す」(spade)を表すラテン語のpelle、「打つ」(strike)を表すラテン語のpello、「小さな球」を表す英語のpelletに関連している可能性がある。

## 歴史

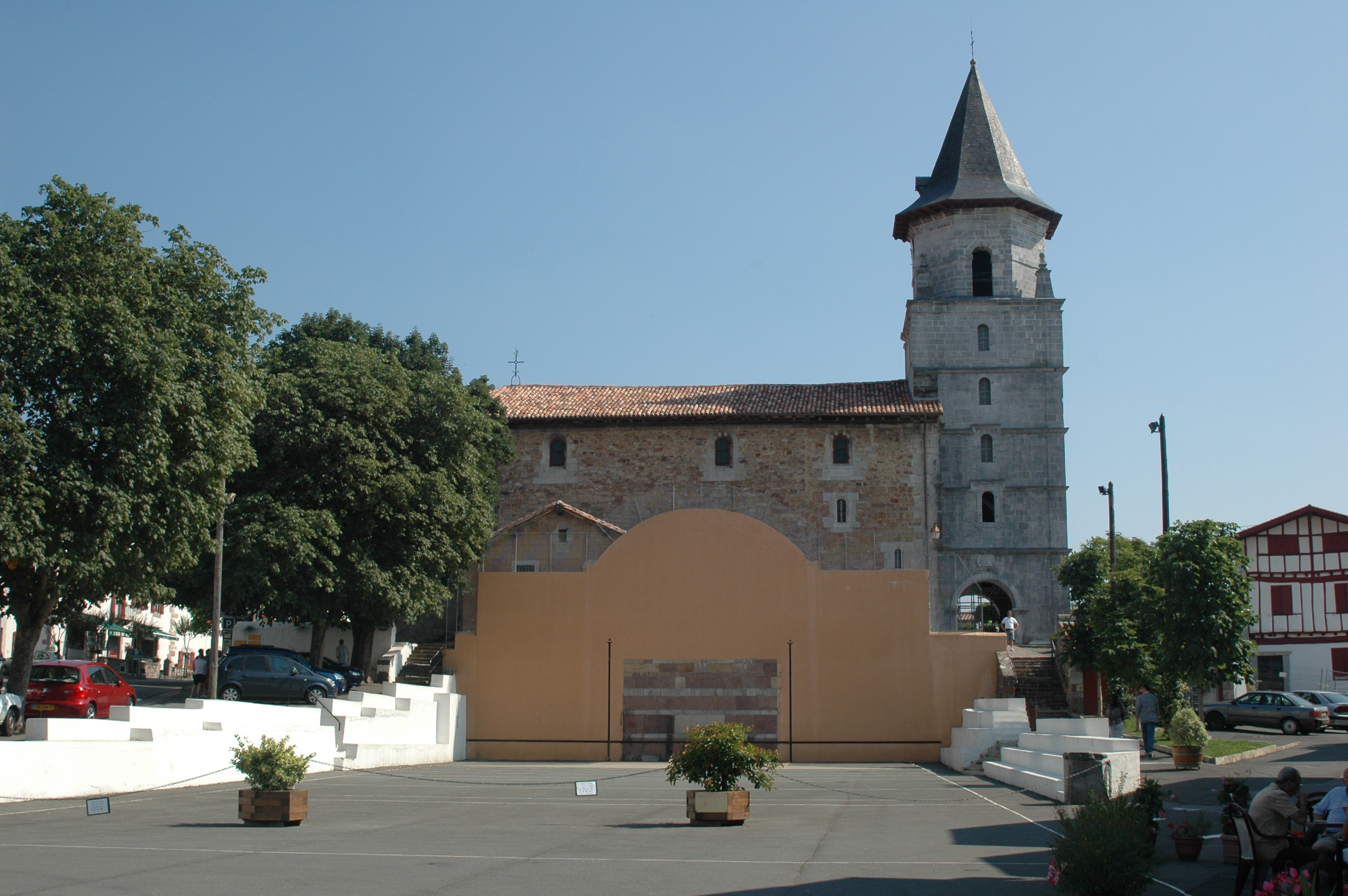
ラブールのアイノアにある競技場

### 起源に関する定説
その起源は古代ギリシアや他の古代文化に遡るとされる。歴史的には中央線やネットを挟んで2チームが向かい合って行われたとされる。ハイナー・ギルマイスター(Heiner Gillmeister)は1990年の著書『テニスの文化史』で、ヘンリー7世の会計記録がペロタに関する最初の言及とし、その記録には「イギリス・テニスとバスク・テニスの間には大きな差がなかった」と書かれていることを明らかにした。ギルマイスターはさらに、バスク地方でペロタが初めて描写されたのが1629年であるとしている。
このスポーツの起源は、1700年頃に歴史的なジュ・ド・ポームが衰退したことに関連しているとされる。歴史的なジュ・ド・ポームは、ラケットを使用する近代的なジュ・ド・ポーム（イングランドではリアル・テニスと呼ばれた）に発展し、やがて現在のテニスに進化した一方で、農村部やピレネー山麓のコミュニティでは歴史的なジュ・ド・ポームの伝統が維持された。ジュ・ド・ポームは、バスク地方ではパサカやラショアと呼ばれる独特の様式の球技(pilota)に発展し、競技者が中央部のネットを挟んで対面する代わりに、壁に向かってボールを投げつけるようになった。

### 起源に関する異説
ジュ・ド・ポームがペロタに発展したとするのがテニス史の定説であるが、日本体育大学大学院教授の稲垣正浩はこの常識に異論を唱え、遊戯性の強い対人ゲームのジュ・ド・ポームから、祭祀性の強い壁打ちゲームのペロタに、先祖帰りとも呼べる進化をしたとされること、ラケットを使用して魅力を増したジュ・ド・ポームから素手での打撃にこだわるペロタに、やはり先祖帰りとも呼べる進化をしたとされることの合理性に疑問を投げかけている。
かつてのペロタは祭祀儀礼だったとされる。現在でも山間部の集落のペロタ競技場はカトリック教会に付設され、集落でもっとも見晴らしのよい場所に立地している。稲垣は、太陽信仰の祭祀場としてのペロタ競技場が先にあり、後から隣接地に教会が建てられたのではないかと推測している。稲垣はペロタのルーツを、素朴な戦闘技術としての石投げの実戦訓練に求めている。
ペロタ研究者のチピテイ・エチェトによれば、ペロタが初めて文献に登場するのは19世紀初頭のナポレオン時代に行われた試合であり、その試合は今日では珍しくなったレボットと呼ばれる種目に近かったとされている。

### 発展後の歴史と国際性
19世紀半ばにはペロタのブームが爆発した。1860年頃にはペロタ選手のガンチキ・ディトゥルビデ(Gantchiqui Dithurbide)によって、チステラと呼ばれるバスケット状のラケットが導入され、信じられないほどの速度でボールを打ち返すことが可能となった。19世紀末には優勝者がチキート・デ・カンボと呼ばれ、大きな人気を得たほか、当時のスポーツ選手としては最高の敬意を払われた。1900年パリオリンピックでは正式競技として開催され、1920年代には初の公式大会が組織され、1929年には国際バスク・ペロタ連盟が設立された。1952年には国際連盟による世界大会が開催され、この大会は1958年から世界選手権に移行した。
今日、ペロタは様々な国でプレーされており、ヨーロッパではスペインとフランスの、特にバスク地方に集中している。スペインとフランスの他にバスク・ペロタの国内連盟がある国には、アルゼンチン、ボリビア、ブラジル、カナダ、コスタリカ、キューバ、チリ、ドミニカ共和国、エクアドル、エルサルバドル、フィリピン、グアテマラ、イタリア、メキシコ、パラグアイ、ペルー、アメリカ領プエルトリコ、ウルグアイ、アメリカ合衆国、ベネズエラ、オランダ、スウェーデン、インド、ギリシャがある。競技のルーツが理由で、名選手はバスク人かバスク系人（バスク地方にルーツを持つ選手）であることが多い。ラテンアメリカでは特にアルゼンチン、チリ、ウルグアイ、キューバなどで人気がある。賭博の対象としてプレーされているハイ・アライ（ペロタの一種）は、アメリカ合衆国のフロリダ州、コネチカット州、ネバダ州、ロードアイランド州など一部の地域でみられる。スペインのバレンシア州ではバレンシア・ピロタ（ペロタの一種）が国民的なスポーツとされており、バレンシア・ピロタはベルギー、北イタリア、メキシコ、アルゼンチンでもプレーされている。

## 規則
国際バスク・ペロタ連盟は1929年の創設以来、ペロタの各種別各種目でのボールの重量、ルール、コートサイズなどの標準化に取り組んでいる。ペロタは競技場のサイズで4種別（30m、36m、54m、トリンケテ）に分かれ、ボールの材質（革 / ゴム）や打ち方（素手 / ラケット、ラケットの種類）などで14種目に分かれる。14種目のうち2種目（フロンテニスとラバー・ペロタ）は男女それぞれがプレーしており、他の12種目は男性のみがプレーしている。この標準化によって国際レベルでの選手権の開催が可能となり、また世界中の選手やチームが同一ルールで競技することが可能となった。しかしこの標準化には批判もあり、純粋主義者は元の形質の一部が失われる可能性があると主張している。

## 種目

### ハンド・ペロタ
ハンド・ペロタは素手または最小限の防具を用いて行うペロタである。バスク語ではエスク・ウスカまたはエスク・ウスカコ・ピロタ、スペイン語ではペロタ・ア・マノと呼ばれる。伝統的なボールは硬い核の周囲に羊毛を巻いて革で覆う。標準的なボールは92-95グラムであるべきとされる。長さの短いコートを用い、シングルス（1人対1人）またはダブルス（2人対2人）で行われる。伝統的また専門的には、ハンド・ペロタは男子選手のための競技であり、打撃するほうの手が腫れることで一般人と区別できる。メキシコ、南アメリカ、キューバ、イタリア、アメリカ合衆国の多くの州、特にフロリダ州などで行われている。スカッシュやファイブスによく似ており、選手は相手選手の手の届かない場所に向かって、壁に対してボールを打つ。

### ハイ・アライ
ヨーロッパ以外でハイ・アライとして知られる競技は、バスク語やスペイン語ではセスタ・プンタと呼ばれる。ハイ・アライでは籠状で細長く湾曲した特殊なグローブを使用する。このグローブは1860年頃にガンチキ・ディトゥルビデによって導入された、ロング・バージョンは1888年にMelchior Curuchageが導入した。選手はこのグローブを使用してゴムボールをキャッチし、メインコートに投げ返す。バスク自治州政府はハイ・アライを「地球上でもっとも速い試合」であると主張しており、1979年8月3日にアメリカ合衆国ロードアイランド州のニューポート・ハイ・アライ場で、ホセ・ラモン・アレイティオが時速302km（時速187.65マイル）を記録した。

### その他の種目
パレタ・ゴマは、アルゼンチン・パレタ・ゴマとも呼ばれる。短く幅の広い木製のバットを用い、固形でも中空でもない、ガスが充填されたゴムボールを使用する。パレタ・ゴマは男女それぞれがプレーでき、アルゼンチンで発明されたペロタのバージョンのひとつとして広く普及している。その他の種目には、パレタ・クエロ（皮革）、パラ・コルタ（短棒）、パラ（長棒）、ホコ＝ガルビ、レモンテ、シャレ、フロンテニスなどがある。

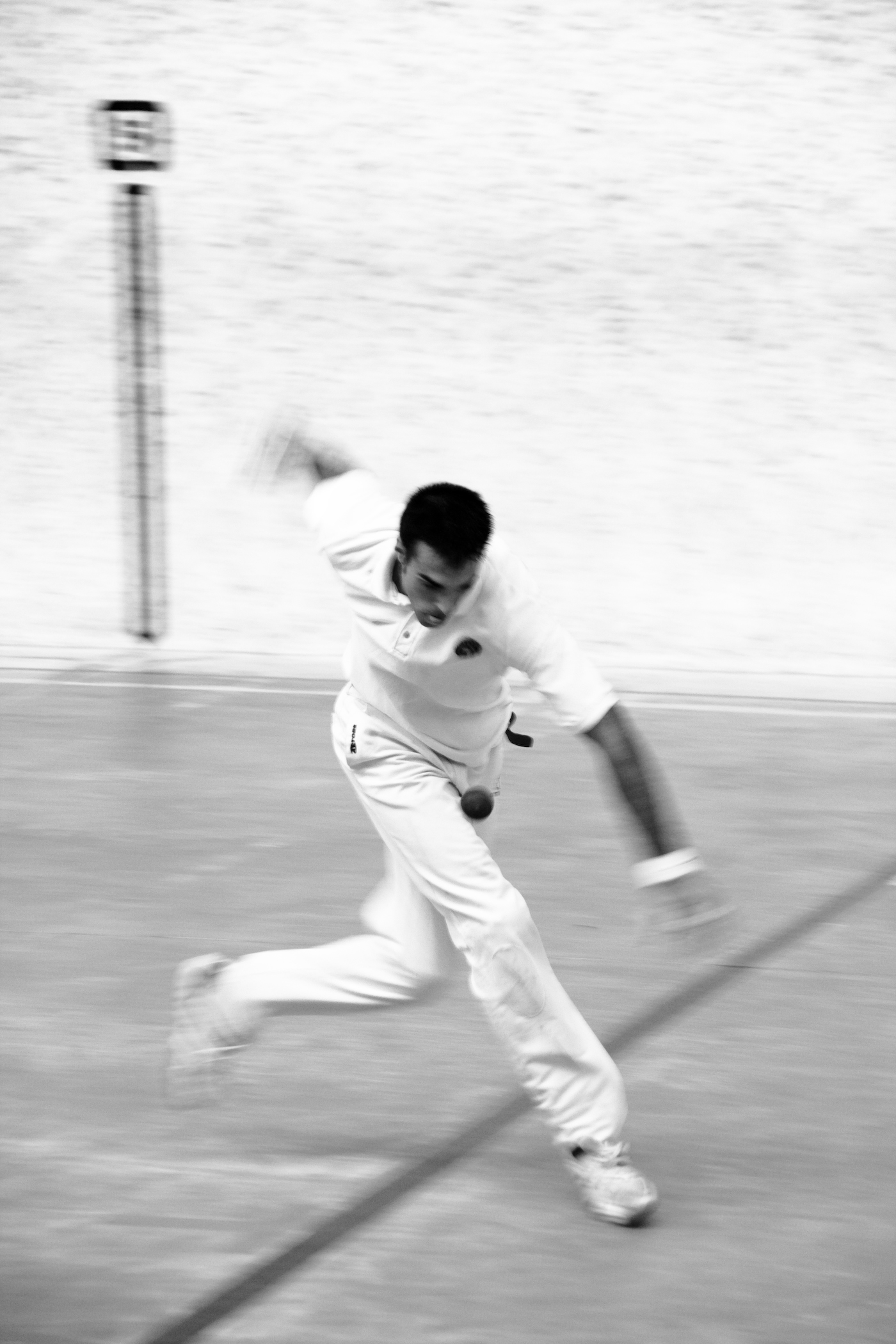
素手でボールを打つ直前のハンド・ペロタ選手
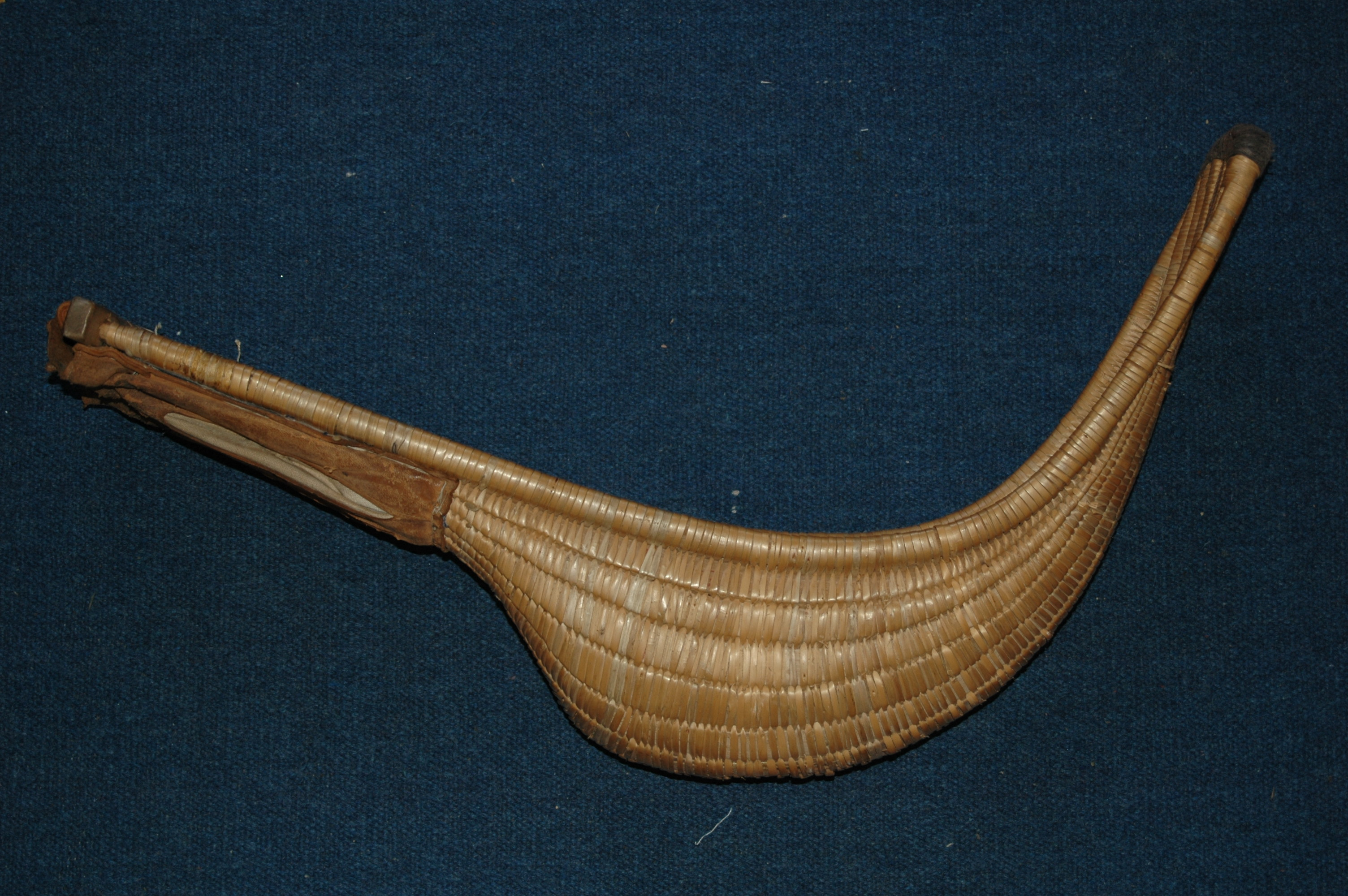
ハイ・アライ用のグローブ
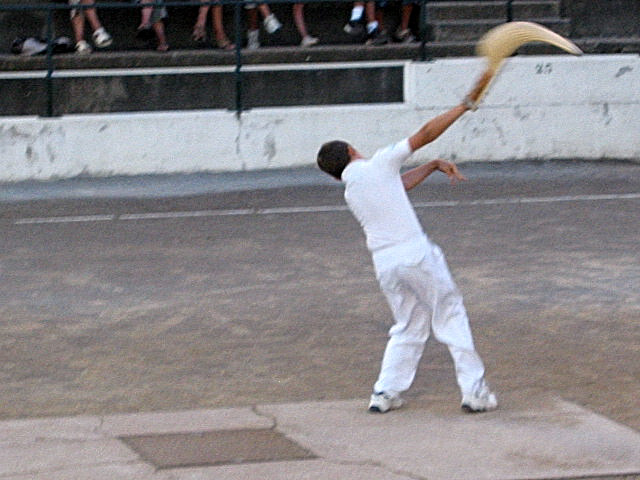
ボールを打った直後のハイ・アライ選手
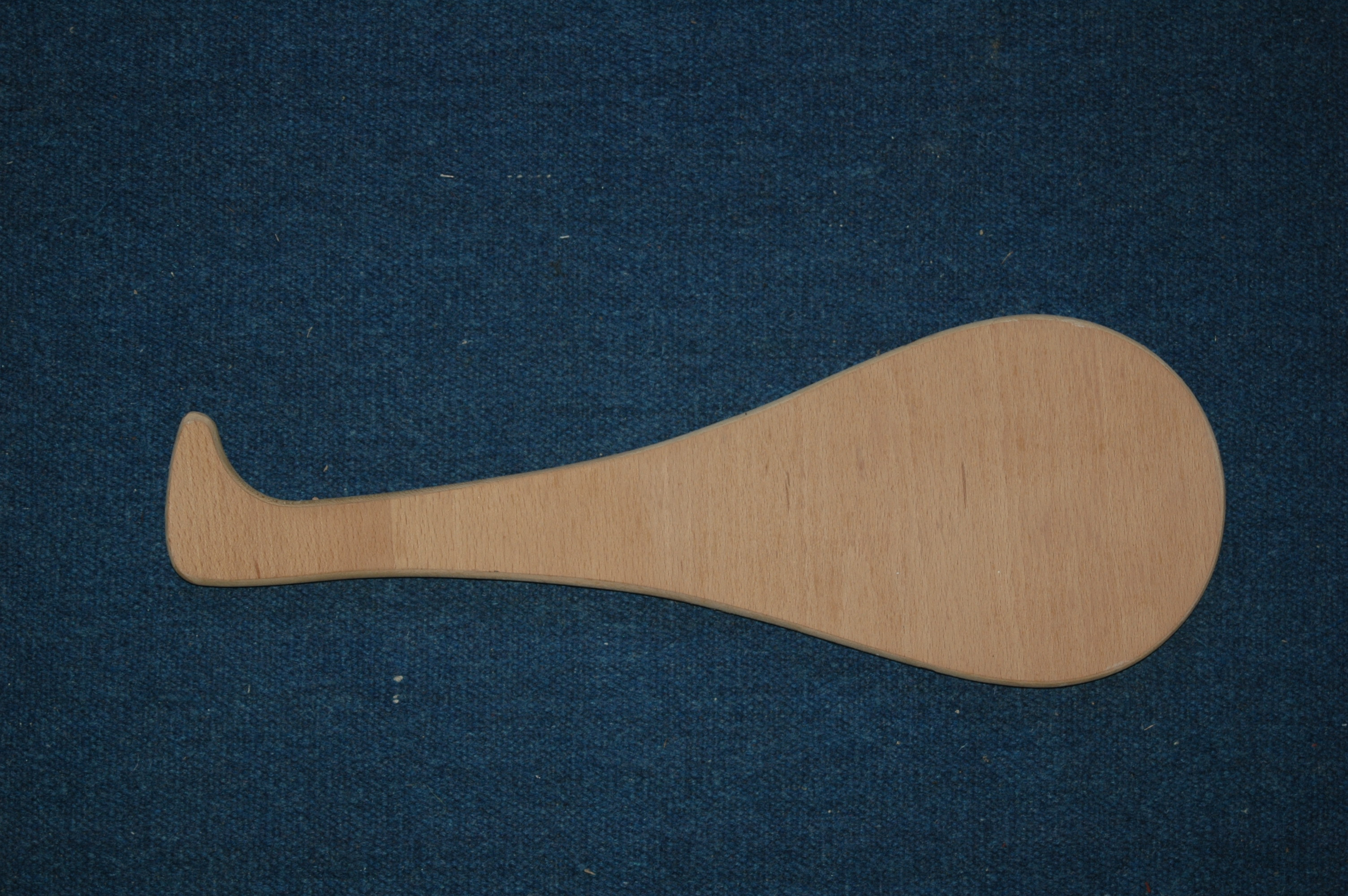
パレタ用の木製のバット
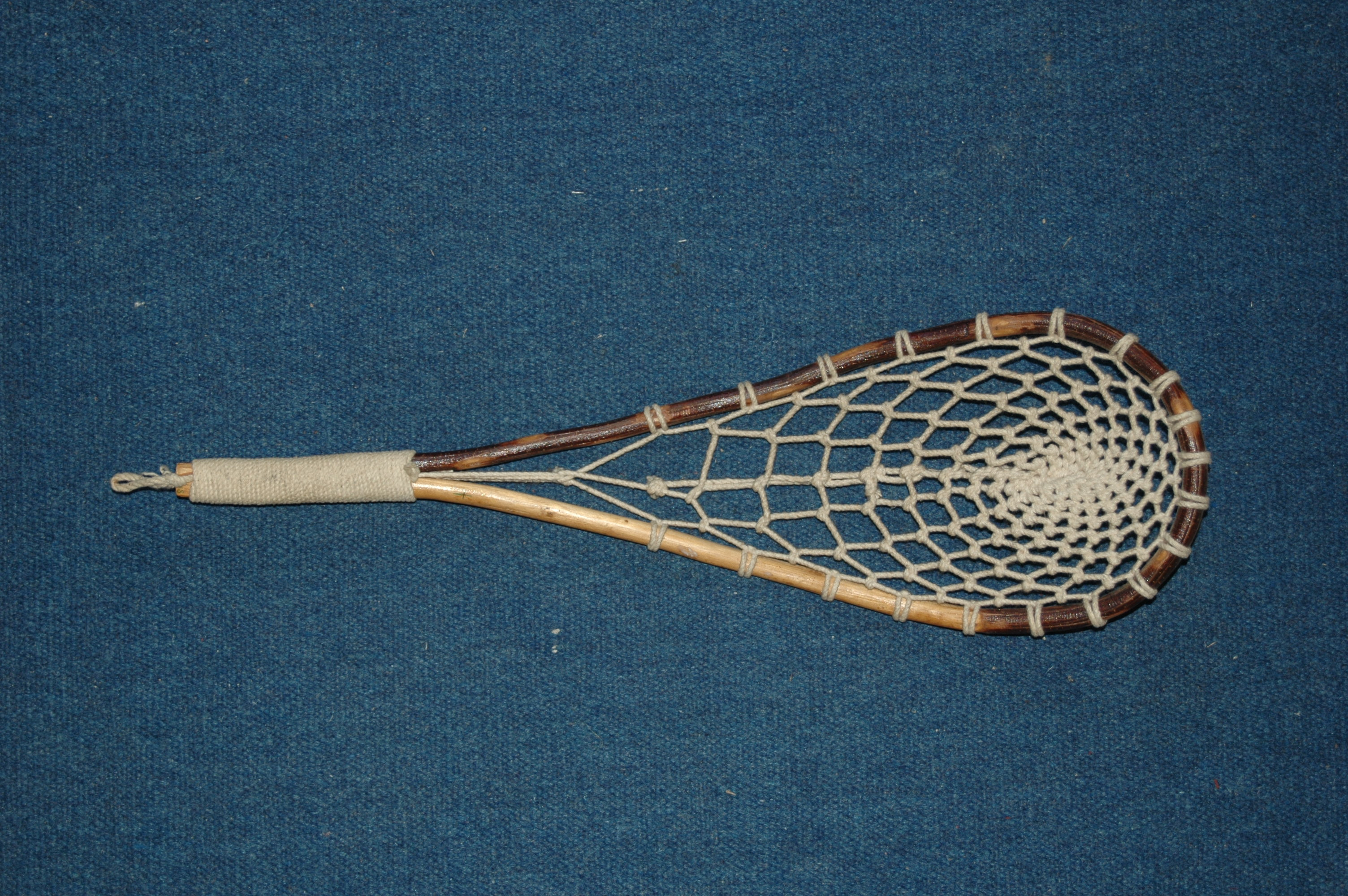
ラクロスのクロスに似たシャレ用のグローブ

## 大会

### バスク地方

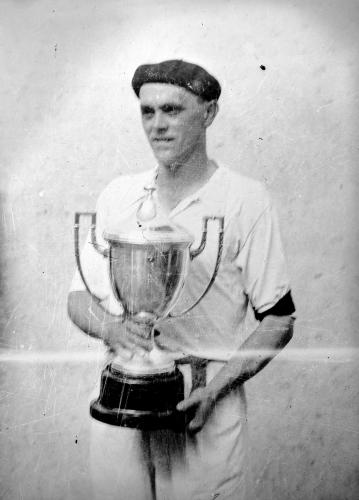
初代優勝者のアターノ3世

出場選手と契約を結んでいるアセガルセとアスペが主導し、バスク地方ではバスク・ペロタのプロリーグが開催されている。1940年、スペイン・バスク・ペロタ連盟はカンペオナート・マノマニスタ（素手部門1部）を初開催し、当初は隔年で、1950年以降は毎年開催されている。初代優勝者はアターノ3世（1940年）であり、最多優勝者はレテギ2世（11回）である。優勝決定戦はギプスコア県サン・セバスティアンのアターノ3世競技場、ギプスコア県エイバルのアステレーナ競技場、ビスカヤ県ビルバオのビスカヤ競技場などで開催される。1957年からは素手部門2部も開催されている。1994年、テレビ映像を制作するアセガルセは中継でボールが見やすくなるように、競技場（フロントン）の床面を緑色に彩色した。
主要大会
- カンペオナート・マノマニスタ（素手、シングルス1部）
- カンペオナート・マノマニスタ・デ・セグンダ・カテゴリア（素手、シングルス2部）
- カンペオナート・デ・マノ・パレハス（素手、ダブルス1部）
- クアトロ・イ・メディオ・バスク選手権

### アメリカ合衆国
アメリカ合衆国ではハイ・アライがプロスポーツとして開催されており、パリミューチュエル方式による賭博の対象となっている。プロ環境では賭博のニーズに適した「キニエラス」と呼ばれる特別なプレーをすることが一般的である。プロのゲームは賭博に解放されており、アメリカ合衆国やマカオでは賭博がこの競技の人気を高めている重要な側面でもある。各国連盟の他に、企業リーグなどのプロ大会も存在する。ハイ・アライ選手を擁護する組合として国際ハイ・アライ選手協会がある。

### 世界選手権
1952年、国際バスク・ペロタ連盟による国際大会がリブレ広場で初開催された。1958年にはこの大会が世界選手権に移行した。1952年から2010年までの世界選手権における国別獲得メダル数は以下のとおりである。1952年大会からのメダル数を合計している。1952年から1970年までは銅メダルがなかった。
| 世界選手権での国別メダル数 | 世界選手権での国別メダル数 | 世界選手権での国別メダル数 | 世界選手権での国別メダル数 | 世界選手権での国別メダル数 | 世界選手権での国別メダル数 |
|                            | 国                         | 金                         | 銀                         | 銅                         | 通算                       |
| -------------------------- | -------------------------- | -------------------------- | -------------------------- | -------------------------- | -------------------------- |
| 1                          | フランス                   | 62                         | 52                         | 39                         | 153                        |
| 2                          | スペイン                   | 60                         | 67                         | 32                         | 159                        |
| 3                          | アルゼンチン               | 45                         | 23                         | 13                         | 81                         |
| 4                          | メキシコ                   | 40                         | 37                         | 25                         | 102                        |
| 5                          | ウルグアイ                 | 4                          | 29                         | 14                         | 47                         |
| 6                          | キューバ                   | 2                          | 4                          | 12                         | 18                         |
| 7                          | チリ                       | 0                          | 6                          | 0                          | 6                          |
| 8                          | アメリカ合衆国             | 0                          | 1                          | 2                          | 3                          |

### 夏季オリンピック

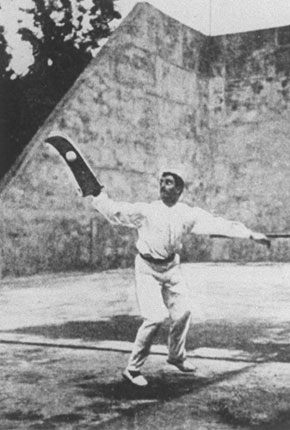
1900年のオリンピックで競技中の選手

バスク・ペロタは1900年パリオリンピックで正式競技として開催されたが、出場したのはスペインとフランスの2か国だけだった。1924年パリオリンピック（男子）、1968年メキシコシティーオリンピック（男子）、1992年バルセロナオリンピック（男女）では公開競技として開催された。1924年のパリオリンピックでは3種目が開催され、スペイン勢が3個の金メダルを獲得した。1968年のメキシコシティーオリンピックでは5種目が開催され、スペイン勢が2個、メキシコ勢が1個、フランス勢が1個の金メダルを獲得した。1992年のバルセロナオリンピックでは10種目が開催され、スペイン勢が5個、メキシコ勢が3個、アルゼンチン勢が2個の金メダルを獲得した。
| 夏季オリンピックでの開催種目     | 夏季オリンピックでの開催種目 | 夏季オリンピックでの開催種目 | 夏季オリンピックでの開催種目   |
| 大会                             | 種目                         | 大会                         | 種目                           |
| -------------------------------- | ---------------------------- | ---------------------------- | ------------------------------ |
| 1900 パリ （正式競技）           | セスタ・プンタ               | 1992 バルセロナ （公開競技） | バスク・ペロタ(54m)            |
| 1900 パリ （正式競技）           | セスタ・プンタ               | 1992 バルセロナ （公開競技） | フロンテニス男子(30m)          |
| 1924 パリ （公開競技）           | ハンド・ペロタ               | 1992 バルセロナ （公開競技） | フロンテニス女子(30m)          |
| 1924 パリ （公開競技）           | パレタ                       | 1992 バルセロナ （公開競技） | ハンド・ペロタ ダブルス        |
| 1924 パリ （公開競技）           | バスケット・ペロタ           | 1992 バルセロナ （公開競技） | パレタ・レザー（トリンケット） |
| 1968 メキシコシティ （公開競技） | バスケット・ペロタ           | 1992 バルセロナ （公開競技） | パレタ・ラバー（トリンケット） |
| 1968 メキシコシティ （公開競技） | パレタ・ラバー               | 1992 バルセロナ （公開競技） | ハンド・ペロタ シングルス(36m) |
| 1968 メキシコシティ （公開競技） | パレタ・レザー               | 1992 バルセロナ （公開競技） | ハンド・ペロタ ダブルス(36m)   |
| 1968 メキシコシティ （公開競技） | フロンテニス                 | 1992 バルセロナ （公開競技） | ペロタ・レザー(36m)            |
| 1968 メキシコシティ （公開競技） | ハンド・ペロタ               | 1992 バルセロナ （公開競技） | ショート・バット(36m)          |

## メディア
バスク地方出身の映画監督であるフリオ・メデムは『バスク・ボール』という映画を撮影し、ペロタをバスク政治のメタファーとして用いた。イェルゲン・レスは『ペロタ』(英語版)というドキュメンタリーを撮影した。フィリップ・リーコックによる1956年の『The Spanish Gardener』、ラッセル・ラウズの西部劇『Thunder in the Sun』、1978年のイタリア映画『Pari e dispari』にはペロタが登場する。テレビドラマ『マッドメン』のシーズン3第4話「遺言」では、ヴィンセント・カーシーザー演じる営業マン（役名:ピート・キャンベル）が「アメリカ合衆国でハイ・アライを販促したいクライアント」を演じている。ザ・シンプソンズでホーマーの同僚であるレニーは、ペロタ競技場（フロントン）に住んでいることが明かされている。
ラグビーフランス代表のイマノル・アリノルドキはフランス領バスク出身であり、14歳でラグビー選手に転じる前はペロタをプレーしていた。アメリカ合衆国西部にあるネバダ大学リノ校にはバスク研究センターがあり、2012年には人類学者のオラッツ・ゴンサレス・アブリスケタが『Basque Pelota: a ritual, aesthetic』という書籍を出版した。